# Distretto di Rožyšče
Il distretto di Rožyšče (in ucraino Рожищенський район?, Rožyščens'kyj rajon era un distretto dell'Ucraina, situato nell'oblast' di Volinia. Il suo capoluogo era Rožyšče. È stato soppresso in seguito alla riforma amministrativa del 2020.